# Christian Palustran

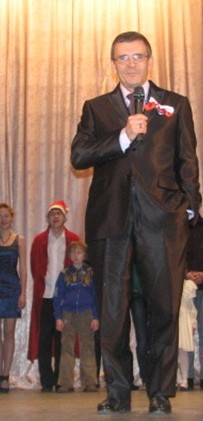
Christian Palustran

Christian Palustran (Saint-Cloud, 1947), is een Franse toneelschrijver en verhalenverteller. Zijn werken - sommigen voor de jeugd - werden op het podium opgevoerd en uitgezonden op de radio in verschillende landen.

## Biografie
Palustran woonde tot de leeftijd van 20 jaar in Parijs. Hij ontwikkelde al op jonge leeftijd een passie voor schrijven en toneel. Na een studie letteren ("aggregatie") werd hij benoemd tot hoogleraar in Normandië, aan de Academie van Rouen. Hij geeft shows met zijn studenten en leidt schrijfworkshops van basisschool tot aan universiteit.
Zijn stukken zijn opgevoerd in Frankrijk en in Franstalige landen, in Parijs, in andere regio's: Lille (Nationaal Dramatisch Centrum voor Jeugd ), Provence (Festival van Avignon) enz. Evenzo in België (Een gele vlinder genaamd Sphinx ), in Zwitserland en in Canada.
Verscheidene werden uitgezonden op de ether (France-Culture, Radio Suisse Romande...).
Bepaalde stukken zijn ook vertaald en uitgevoerd in het buitenland: in de VS, New York (A Yellow Butterfly Called Sphinx en Ontsnapping), in Argentinië, maar ook in Brittannië ,in het Spaans  en in de landen van Oost-Europa (Rusland, Bulgarije en Roemenië).
Daaronder vallen ook satirische komedies die de tekortkomingen van het begin van de 21e eeuw aan de kaak stellen. Hij is ook de auteur van tragische monologen en sociale drama's.
Christian Palustran is geïnteresseerd in theater voor jongeren. Met valse naïviteit of directer pakken zijn werken hedendaagse problemen aan, soms met het risico verrassend of verontrustend te zijn.
Hij ondersteunt ook de Francofonie. Van 2009 tot 2019 was hij voorzitter van het Franstalige Festival La Première in Kirov, Rusland.
Anderzijds is Palustran de auteur van verschillende collecties. Geïnspireerd door beroemde verhalen, onderstrepen deze "strengen van dromen", zoals de auteur ze noemt, vaak, ironisch of grappig, de tekortkomingen die eigen zijn aan onze tijd. Ze werden uitgezonden op verschillende radiostations en op de frequentie van France-Culture waar ze beroemde Franse acteurs hadden als tolken (Michel Bouquet, Michael Lonsdale…) Ze werden ook in verschillende steden en op het National Festival van Vertellers van Chevilly-la-Rue geïnterpreteerd door Claude Piéplu.

## Werk
Christian Palustran heeft een dertigtal stukken van verschillende genres geschreven. Hieronder een overzicht:

### Theater
(Voor genres, samenvattingen, aantal acteurs, plaatsen en datums van creatie, zie de lijst met stukken in de SACD-bibliotheek van auteurs).

#### Voor kinderen en jonge adolescenten
- La Queue du chat (De Staart van de kat) in Démocratie mosaïque 4, Lansman, 2000 (ISBN 2-87282-276-3)
- Théâtre de Noël (Kerstheater): Kerstmannenverrassing, Verhaal van de ster en de ark, De bomen oorlog, De Goochelaa, Les Mandarines, 2004
- La Reine et l’Olifant magique suivi de Peau d’Âne 2000 et Concerto pour Lutin, Spectre et Ondine (De Koningin en de Magische Olifant gevolgd door Ezelsvel 2000 en Concerto voor Elf, Spook en Zeemeermin), La Fontaine, 2005 (ISBN 2-907846-88-4)
- L’Affaire Chaperon (De Rootkapje-zaak) in Démocratie mosaïque 3, 1998 en in Petites pièces pour dire le monde, Lansman, 2005 (ISBN 2-87282-494-4)
- La Soeur de Blanche-Neige (De Zus van Sneeuwwitje), Art & Comédie, 2006 (ISBN 2-84422-491-1)
- Histoire d’oeuf (Ei-verhaal) nieuwe editie, Les Mandarines, 2020 (ISBN 978-2-491921-00-2) Winnaar van het prijsvraag van de Akte van Metz, 1984

#### Voor alle doelgroepen
- Escapade (Ontsnapping), L’Avant-scène Theater n ° 735/736, 1983. Winnaar van het prijsvraag van de Akte van Metz, 1983 en First place winner op de internationale wedstrijd Playwrighting Competition, New York,1998.
- Journal d’un loup-garou, Abîmes et Nuage (Dagboek van een weerwolf, Afgrond en Wolk) Lansman, 1996 (ISBN 2-87282-155-4) Uitzending van het Dagboek van een weerwolf op France-Culture (1991) en van Wolk op de Radio Suisse Romande (1990)
- Une soirée tranquille (Een rustige avond), La Fontaine, 1996 (ISBN 2-907846-26-4)
- Le Grand Débat (Het grote debat), overgenomen uit Een hel van een paradijs, vertaling in het Bulgaars tijdschrift Panorama n ° 3, Le théâtre français contemporain, 1998
- Citizen B.V. ou la Barbe Verte (Citizen B.V. of de Groene Baard), Art & Comédie, 2001(ISBN 2-84422-201-3)
- Le Paysan, Le Roi et la Marmite (De Boer, de Koning en de Pot), La Fontaine, 1992 en 2002 (ISBN 2-907846-17-5)
- Un_papillon jaune appelé Sphinx (Een gele vlinder genaamd Sphinx), La Fontaine, 1990 en drietalige Franse, Italiaanse (Una farfalla chiamata Sfinge), Engelse versie (A Yellow Butterfly Called Sphinx), La Fontaine, 2002 (ISBN 2-907846-64-7)
- La Canicule (De hittegolf), La Fontaine, 1991 en 2002 (ISBN 2-907846-62-0) uitgezonden op France-Culture (1978 en 1979) en in een tiental landen (1983)
- Queneau, que si (Queneau,mar ja), collectief werk, Les Quatre Vents, 2003 (ISBN 2-7498-0903-7)
- La Chausse-trape (De Voetangel), La Fontaine, 1998 en 2004 ISBN 2-907846-31-0) uitgezonden op France-Culture in 1981
- Les Méfaits du Bourbon (De Wandaden van Bourbon), La Fontaine, 2004 (ISBN 2-907846-78-7)
- Un paradis d’enfer (Een hel van een paradijs), Théophraste ou le huitième ciel (Théophraste of de achtste Hemel) en Linda in Théâtre pour appartements et petites scènes (Theater voor appartementen en kleine podia), Les Mandarines, 2006 (ISBN 2-9516482-7-8)
- Ecco in Un autre regard, L’Agapante, 2008 (ISBN 978-2-9526097-1-5)
- La Fontaine, le Clown et les écolos, balade théâtrale (La Fontaine, de Clown en de Ecologen, theatrale wandeling), La Fontaine, 2010 (ISBN 978-2-35361-029-7)
- Les Télécrates (Telecraten), nieuwe uitgave: L’Enjeu et Des coquillettes à la vinaigrette (De uitdaging en Pasta met vinaigrette), ABS, 2011(ISBN 978-2-915839-76-0)
- Mythomania, balade théâtrale (Mythomania, theatrale wandeling), met Ei verhaal en Huis-aan-huisverkoop, Les Mandarines, 2020 (ISBN 978-2-491921-00-2)

### Verhalen

##### Cassettes van Radio-France
- La Surprise du Père Noël (Kerstmannenverrassing),1987: oplage van 10.000 exemplaren voor de operatie "We zijn allemaal de Kerstman" gelanceerd door France-Culture, France-Inter en het tijdschrift Pèlerin.
- Le Crépuscule des fées (De schemering van de feeën),1993

##### Opnames van Frankrijk-Cultuur en Radio Suisse Romande
- La Dame de glace, La Nouvelle Peau d'Âne, Le Procès du Petit Chaperon rouge. Deze drie verhalen werden ook uitgezonden op de Canadese radio.
- La Surprise du Père Noël, Le Paysan, le Roi et la Marmite (4 afleveringen), Le Destin des arbre, Le Chat buté, Histoire de l’étoile de Noël, L’OVNI) (2 afleveringen); Concerto pour Lutin, Spectre en Ondine) (3 afleveringen),1980, 1982 en 1984

##### Publicaties
- Les Contes du croissant de lune (De Verhalen van de Halve Maan), Art & Comédie, 2000 (ISBN 2-84422-169-6)
- Concerto pour Lutin, Spectre et Ondine (Concerto voor Elf, Spook en Zeemeermin) in het tijdschrift L'Encre et l'Oeuvre n ° 206-207, Souffles, 2004
- Métamorphoses, mon Amour (Metamorfosen, mijn liefste)), volgens Ovid, Hachette jeunesse, 2005. (ISBN 2-01-321136-8) Boek ook getranscribeerd in braille (GIAA PACA / CORSE)

### Verhalen en toneelstukken vertegenwoordigd in België
- Un papillon jaune appelé Sphinx (Een gele vlinder genaamd Sphinx) Dit stuk vertegenwoordigde Frankrijk op het CIFTA International Estivades (International Councel of Amateur Theatre Festival) in Marche-en-Famenne,1988[36] ·
- Le Paysan, le Roi et la Marmite (De Boer, de Koning en de Pot), Orp-le-Grand, Speciale Juryprijs van het Brabants Toneelkunst Toernooi in 1989. Nieuwe creatie in 2003[37]
- Les Méfaits du Bourbon (De Wandaden van Bourbon). Dit stuk vertegenwoordigde Frankrijk op het CIFTA International Estivades in Marche-en-Famenne, 1991[38]
- Histoire d’œuf (Eiverhaal ), Orp-Jauche, 1993[39]
- La Chausse-trape (De Voetangel), Eerste Namen International Festival, 1986[40] en Neerbeek,1997[28] ·
- Journal d’un loup-garou (Dagboek van een weerwolf), Théâtre la Clarencière, Brussel, 2002,2003[26]
- Nuage (Wolk), Théâtre la Clarencière, Brussel, 2002,2003[26]
- Citizen B.V. ou la Barbe verte (Citizen B.V. of de Groene Baard), Waterloo, 2002[41]
- L’Affaire Chaperon (De Rootkapje-zaak), Cultureel Centrum, Enghien 2016[42]
- Métamorphoses, mon amour (Metamorfosen,mijn liefste), volgens Ovid: Lezing/debat door de auteur in de Gemeentelijke Stadsbibliotheek van Namen, 2002

## Notities en verwijzingen
1. 1 2  (fr) Claude Confortès (October 2000). Répertoire du théâtre contemporain de langue française (Gids van hedendaags Franstalig theater),. Nathan, pp. 294. ISBN 2-09-190192-X. Gearchiveerd op 15 april 2023.
2. ↑  (fr) L'Avant-scène Théâtre  (September1983). [↵https://www.avantscenetheatre.com/auteurs/christian-palustran Christian Palustran]. Gearchiveerd op 2 februari 2023. L'Acte à Metz  archiev (735/736): p.43 tot 54
3. ↑  (fr) Théâtre contemporain.net  (21 mei 2013). Espace Beaujon, Parijs:Un papillon jaune appelé sphinx (Een gele vlinder genaamd een sfinx). Zie Video [archief en vervolgens pagina "meer]. Tijdschrift On line
4. ↑  (fr) Le Parisien, "Journal d’un loup-garou (Dagboek van een weerwolf) in het Tourtour theater, Parijs.", 27 juli 1988.
5. ↑  (fr) Le Parisien, "Stad Courbevoie: Une soirée tranquille (Een rustige avond): « Een toneelstuk over tieners en tv (Une pièce sur les ados et la télé)»", 6 februari 2004. Gearchiveerd op 29 december 2022.
6. ↑  (fr) Le Provençal, "Journal d’un loup-garou (Dagboek van een weerwolf): «Avignon: boost naar het off-festival: wolf ben je daar? (coup de pouce au off: loup y es-tu? )»", 25 juli 1996.
7. ↑  (fr) L’Express (Zwitserland), "Ezelsvel 2000: La Fontenelle bezoekt Ezelsvel opnieuw ( La Fontenelle revisite Peau d’Âne).", 26 mei 2008, pp. 1 en 9.
8. ↑  (fr) Paris-Normandie (Franse krant), "Zie Artikel en foto: «Christian Palustran ondertekent het Gouden Boek van de stad Montreal (Quebec) voor de Maand van Theater 1991 (Christian Palustran signant le Livre d’or de la ville de Montréal, Quebec; pour le Mois du Théâtre 1991)»", 18 décember 1991.
9. ↑  (fr) La Vie du rail  (21 mei 1978). «Onze keus: La Canicule (De hittegolf) door Christian Palustran, Radio France-Culture». Frans wekelijkse
10. ↑  (fr)  (22 t/m 28 mei 1982). La Chausse-trape ('De Voetangel): «De Voetangel door Christian Palustran, France-Culture».. Télérama n°1688
11. ↑  (fr) La moisson des traductions: Palustran. Gearchiveerd op 27 januari 2023.
12. ↑  (en) Theatermania  (24 juli 2006:). A yellow butterfly called sfinx (Een gele vlinder genaamd een sfinx): «About this show» [archiev]. Gearchiveerd op 29 maart 2023. New York tijdschrift
13. ↑  Escapade (Ontsnapping), First place winner op de internationale wedstrijd Playwrighting Competition in 1998 en Dogdaze (De hittegolf) vertaling Frank Moorman Lezen / enscenering in New York, bij de 13th Street Repertory Company in augustus 2006 [archiev] newworksreadingseries.weebly.com
14. ↑  La Canicula (De hittegolf) en El affaire Capulcita (De Rootkapje-zaak), vertaling AlejandroFinzi, studeerde en opgevoerd aan de Escuela Superior Superior School of Bellas Artes, Neùnquen, Argentinië in 1994/1995 http://apps.sacd.fr/MoissonFOBin/MoissonFrontOffice.dll/TRAFormConsult?TRA_ID=127330&XMLC_Language=FRANCAIS. Gearchiveerd op 13 juni 2023.
15. ↑  La Reine et l'Olifant magique by Christian Palustran ArtFabric London at the Horse and Stables, London, http://alexianecazenave.com/writing-directing/. Gearchiveerd op 30 januari 2023.
16. ↑  (ca) Javier Villavecchia, L'Olifant magic. instagram (24 januari 2024).
17. ↑  Tv-reeks van de Russische tv-zender Rusland, GTRK, Viatka van 29 april 2016 [archief]https://www.gtrk-vyatka.ru/vesti/culture/29439-v-oblastnom-dvorce-molodezhi-prohodit-4-y-festival-teatralnogo-tvorchestva-premera-2016.html
18. ↑  Glemiyat dispout (Het grote debat); vertaling Atanas Sougarev. Vazov National Theatre, Sofia, Bulgarije Franse theaterweek, 9 tot 13 december 1998
19. ↑  (ro) Adevǎrul de Cluj  (van zaterdag en zondag 7-8 december 1996). [archiev Hǎul (Afgrond), vertaling Radu Teampaù en Farenc Breda: «Wereld première op Staatstheater van Turda (La teatrul de stat din Turda în premierǎ mondialǎ» pagina 5]. Gearchiveerd op 27 mei 2022. Roemeens tijdschrift
20. ↑  (ro) Observatore cultural  (15 april 2003). Un fluture galben numit Sfinx (Een gele vlinder genaamd een sfinx) en Linda, vertaling Nicolae Weisz, Baia-Mare Stedelijk Theater: "Theater: cocktail zonder ... lood". Roemeens tijdschrift
21. ↑  (fr) Le Soir (Belgische krant), "Artikel van Vincent Vanham over Le Paysan, le Roi et la Marmite (De Boer, de Koning en de Pot): "Orp-le-Grand tiende verjaardag van het Jonge Théâtre d'Appoint.(Orp-le-Grand Dixième anniversaire du Jeune Théâtre d'Appoint)"", 21 maart 2003. Gearchiveerd op 30 december 2021.
22. ↑  La Nouvelle république /Boismé (Franse krant), "Les Méfaits du Bourbon (De wandaden van Bourbon): «De wandaden van Bourbon, een zeer geslaagde weddenschap (Les Méfaits du Bourbon, un pari très réussi).»", 15 februari 2007.
23. ↑  (fr) Dernière heure (Belgische krant), "Citizen B.V.: «Leef een leven dat we niet zullen leven (vivre une vie qu’on ne vivra pas). [archiev]", 15 maart 2002. Gearchiveerd op 8 oktober 2020.
24. ↑  (fr) Le Progrès (Franse krant), "La Fontaine, le Clown et les Écolos:«La Fontaine, de clown en de ecologen ontmoeten elkaar in de Brayettes-show ( La Fontaine, un clown et des écolos se rencontrent dans le spectacle des Brayettes)» [archiev]", 22 october 2015. Gearchiveerd op 25 januari 2023.
25. ↑  (ro) eCreator, Diana Cosma  (3 november 2020). «O fărâmă de vis (een beetje een droom) :over het stuk Afgrond (Hăul)». Tijdschrift on line
26. 1 2 3  Journal d’un loup-garou et Nuage (Dagboek van een weerwolf en Wolk): Théâtre la Clarencière in Brussel [archiev] en vervolgens «archieven 2002/2003»https://www.laclarenciere.be/
27. ↑  Tv-reeks: Reportage FR3 Rouen 1992, La Canicule (Hittegolf) [archiev]https://www.dailymotion.com/video/xphhnk
28. 1 2  (fr) LE SOIR (BELGISCHE KRANT),, ""De voetangel (La Chausse-trape): «Voetangel voor gepensioneerden»",", 12 februari 1997.
29. 1 2  (fr) Nicolas Faure (2009). Le Théâtre jeune public: un nouveau répertoire (Theater voor een jong publiek: een nieuw repertoire). Presses Universitaires de Rennes. ISBN 9782753562035.
30. ↑  (fr) Nouvel obs/ rue 89  (16 november 2016). Un papillon jaune appelé sphinx (Een gele vlinder genaamd een sfinx): «Middelbarescholieren zonder theater: te gevaarlijk ( Des lycéens privés de théâtre: trop dangereux)» [archiev]. Gearchiveerd op 29 december 2022. Online dagboek
31. ↑  (ru) gtrk-vyatka  (juli 2012). artikel met foto : «Christian Palustran, Franse toneelschrijver, voorzitter van de festival jury ( Кристиан Палюстран, Президент Жюри Фестиваля, Драматург, Франция).») [archief]. Gearchiveerd op 29 december 2022. Tijdschrift on line
32. ↑  Le Crépuscule des fées (De schemering van de feeën):Cassette-Radio-France: [archiev]

https://web.archive.org/web/20210603190207/http://mediatheques.collectivitedemartinique.mq/BDP/doc/SYRACUSE/327869/le-crepuscule-des-fees-par-christian-palustran?_lg=fr-FR
33. ↑  (fr) Paris-Normandie (Franse Krant), "Les Contes du croissant de lune (De Verhalen van de Halve Maan):«Claude Piéplu verkent de fantastische jubelstemming van Christian Palustran, (Claude Piéplu explore le fantastique jubilatoire de Christian Palustran).»", 2 april 2001.
34. ↑  (es) La Sago  (november 2005). Metamorfosen, mijn liefde: Ovidius metamorfoseerde», pagina IV. [archiev]. Gearchiveerd op 26 september 2022. Esperantistische tijdschrift
35. 1 2  SACD-bibliotheek (Franse Nationale Vereniging van Theaterauteurs en Componisten): le Catalogue en ligne; https://www.sacd.fr/le-catalogue-de-la-biblioth%C3%A8que. Gearchiveerd op 17 januari 2022.
36. ↑  (fr) Estivades, no 2  (8 augustus 1988). «Les compagnons de la Roelle». Gearchiveerd op 15 april 2023. (lees online) [archief] geraadpleegd op 9 november 2020  : pagina B
37. ↑  Vers L'Avenir, Brabant Wallon (Belgische krant), "Een theatrale creatie die een mijlpaal zal zijn in ORP-le-Grand (Une création théâtrale qui fera date à Orp-le-Grand)", 4 december 1989. Gearchiveerd op 30 december 2021.
38. ↑  (fr) Théâtre et Animation  (october 1991). De wandaden van Bourbon (Les Méfaits du Bourbon): «Frankrijk aanwezig op de estivades (la France présente aux Estivades)», internationale pagina (p 9). Tijdschrift van de FNCTA
39. ↑  L’Avenir (voorheen Vers L'Avenir, Belgische krant), "«De dubbeledomheide indigde in apotheose in Orp-Jauche ( la double bêtise a fini en apothéose à Orp-Jauche)»", 24 maart 1993.
40. ↑  L’Est Républicain (Franse krant), "La Chausse-trape : « La Roële aux fêtes de Wallonie (La Roële op de Waalse festivals)»", 20 september 1986.
41. ↑  Dernière heure (Belgische krant), "Citizen B.V. :«Leef een leven dat we niet zullen leven ( vivre une vie qu’on ne vivra pas).» [archiev]", 15 maart 2002. Gearchiveerd op 8 oktober 2020.
42. ↑  (fr) Bulletin de Enghien, "De Rootkapje-zaak (L’Affaire Chaperon) door de jongeren van het Cultureel Centrum» [archiev]", 8 februar 2016. Gearchiveerd op 29 januari 2023.
43. ↑  (ro) BĂRBUŢĂ, Margereta  (11 oktober 1997). Cursa de vulpi (De Voetangel) van Christian Palustran vertaling Gabriela Jiroş Ploiesti, Toma Caragiu Theater - «viaṭa în umbra televizorului: (Leven in de schaduw van televisie). Teatrul azi
44. ↑  (ro) Olimpia Mureṣan (december 2020). TEATRUL CETĂȚII - ANTOLOGIE DE TEXTE (Het Stadtstheater-Anthologie van Teksten). Gearchiveerd op 27 januari 2023.

- Bibliothèque nationale de France: cb12187532z (data)
- International Standard Name Identifier: 0000 0000 0064 6064
- Nationale Bibliotheek van Tsjechië: xx0308259
- Système universitaire de documentation: 030466318
- Virtual International Authority File: 76361496